# Conseil mondial de l'eau
Pour les articles homonymes, voir CME et WWC.
Le Conseil mondial de l'eau (CME) est un groupe de réflexion international qui vise à créer une collaboration entre différents types d'organisations, telles que les ONG, les gouvernements et les acteurs privés, afin de résoudre les problèmes liés à l'eau et de promouvoir des solutions politiques et techniques.
En 2025, plus de 250 organisations sont membres du Conseil, provenant de plus de 50 pays sur les 5 continents. L'annuaire et la liste complète des membres sont disponibles sur le site du Conseil mondial de l'eau.
Le Conseil mondial de l'eau a été fondé en 1996. Son siège est situé à Marseille, en France, et ses langues de travail sont le français et l'anglais.
Sa mission déclarée est de "promouvoir la sensibilisation, de susciter un engagement politique et de déclencher des actions sur les questions cruciales liées à l'eau à tous les niveaux, y compris au plus haut niveau décisionnel, afin de faciliter la conservation, la protection, le développement, la planification, la gestion et l'utilisation efficaces de l'eau dans toutes ses dimensions, sur une base écologiquement durable, pour le bénéfice de toutes les formes de vie sur terre". 
L'un des principaux événements organisés par le Conseil est le Forum mondial de l'eau. Le Forum est le plus grand événement international dans le domaine de l'eau. Tous les trois ans, le Conseil mondial de l'eau l'organise en étroite collaboration avec les autorités du pays hôte.

## Histoire
Le Conseil mondial de l'eau a été créé à la suite d'une prise de conscience croissante des problèmes liés à l'eau. La volonté de les aborder est apparue à la fin des années soixante-dix.
En 1977, la Conférence des Nations Unies sur l'eau, qui s'est tenue à Mar del Plata, a été la première conférence intergouvernementale consacrée à l'eau. Puis, en 1994, l'IWRA a organisé une réunion qui a débouché sur une résolution et un comité désireux de créer un Conseil mondial de l'eau. En 1995, le comité fondateur a été créé et sa première réunion s'est tenue à Montréal. Enfin, en juin 1996, le Conseil est légalement constitué et son siège est implanté à Marseille.
Le premier conseil intérimaire des gouverneurs s'est réuni à Grenade, en Espagne, en juillet 1996.
En mars 1997, le premier Forum mondial de l'eau a été organisé à Marrakech, au Maroc.

## Composition, adhésion et gouvernance
Le Conseil mondial de l'eau est une organisation internationale. Toute organisation désireuse d'aborder les questions liées à l'eau peut faire partie du Conseil. Ses membres sont répartis en cinq collèges différents : 
- Collège1 : Organisations intergouvernementales
- Collège 2 : Gouvernements et organisations promues par les gouvernements
- Collège 3 : Organisations commerciales
- Collège 4 : Organisations de la société civile
- Collège 5 : Organisations professionnelles et académiques
Les fondateurs et membres constitutifs du Conseil mondial de l'eau sont la Commission internationale des irrigations et du drainage, l'Union internationale pour la conservation de la nature (UICN), l'Association internationale de l'eau (IWA), AquaFed (Fédération internationale des opérateurs privés de l'eau), Suez Lyonnaise des Eaux, les agences des Nations Unies PNUD et UNESCO, ainsi que la Banque mondiale.
Le Conseil mondial de l'eau a été présidé par quatre personnes depuis sa création en 1996.
Le Conseil mondial de l'eau est financé principalement par les cotisations de ses membres, et un soutien supplémentaire est apporté par la ville hôte des forums. Les projets et programmes spécifiques sont financés par des dons et des subventions de gouvernements, d'organisations internationales et d'ONG.

## Action du Conseil Mondial de l'Eau

### Une réunion mondiale: Le Forum Mondial de l'eau
Le Forum a lieu tous les trois ans dans un nouveau lieu. Ce Forum est un élan dans le domaine de l'eau. En effet, il s'agit d'une rencontre entre différentes organisations et individus. La communauté de l'eau, composée de chercheurs, d'entreprises privées, d'ONG ou encore d'universitaires, se réunit avec des responsables politiques pour collaborer, partager leurs connaissances et leur volonté de faire évoluer les choses.
| Date             | Lieu                              | Thème                                        |
| Mars 1997        | Marrakech, Maroc                  | "Vision for Water, Life and the Environment" |
| Mars 2000        | La Haye, Pays-Bas                 | “From Vision to Action”                      |
| 16-23 mars 2003  | Kyoto, Osaka et Shiga, Japon      | "Kyoto, Shiga and Osaka, Japan, March 2003"  |
| 14-22 mars 2006  | Mexico, Mexique                   | "Local Actions for a Global Challenge"       |
| 16-22 mars 2009  | Istanbul, Türquie                 | "Bridging Divides for Water"                 |
| 12-17 mars 2012  | Marseille, France                 | "The Time for Solutions"                     |
| 12-17 avril 2015 | Daegu et Gyeong Buk, Corée du Sud | "Water for our future"                       |
| 18-23 mars 2018  | Brasilia, Brésil                  | "Sharing water"                              |
| 22-27 mars 2022  | Dakar, Sénégal                    | "Water Security for Peace and Development"   |
| 18-24 mai 2024   | Bali, Indonesie                   | “Water for Shared Prosperity”                |
| 2027             | Riyadh, Arabie Saoudite           | “Action for a Better Tomorrow”               |

### Programmes
Parmi les missions du Conseil mondial de l'eau, l'animation de groupes de travail est l'une des principales activités de l'organisation. Les groupes de travail du Conseil mondial de l'eau sont composés de ses membres. Ils sont organisés autour d'une question thématique clé et produisent différents supports de réflexion, de la documentation scientifique, des documents de travail, pour guider, soutenir et aider les différents acteurs de la communauté de l'eau dans leurs décisions.
Chaque mandat, tous les groupes de travail sont réexaminés. Certaines sont remplacées pour répondre aux besoins les plus pertinents dans le secteur de l'eau. En outre, elles peuvent répondre à des préoccupations urgentes, telles que le renforcement de la résilience face aux épidémies ou au changement climatique.
Ces groupes de travail sont composés d'experts issus de domaines très divers tels que le monde universitaire, les organisations professionnelles, les organismes intergouvernementaux, la société civile, le secteur privé et les entités gouvernementales. La diversité de leurs profils a pour but d'enrichir les perspectives, de permettre une approche globale de chaque thème et, en fin de compte, d'offrir des solutions innovantes à des défis spécifiques au contexte.

## Critiques
Les critiques reprochent au Conseil mondial de l'eau de promouvoir la privatisation de l'approvisionnement en eau, ce qui se traduit par une grande influence des institutions financières et des entreprises mondiales du secteur de l'eau. L'activiste canadien Tony Clarke décrit le Conseil mondial de l'eau comme un écran de fumée pour le lobby de l'eau. Medha Patkar, une militante indienne, a prononcé un discours passionné contre la privatisation de l'eau lors du 2e Forum mondial de l'eau à La Haye en 2000.